# Remington, Virginia
Remington är en ort i Fauquier County i delstaten Virginia, USA.